# .es
.es為西班牙國家及地區頂級域（ccTLD）的域名。該域名於1988年4月14日啟用。一開始必須是西班牙境內的相關實體才能註冊該域名，但2005年底開始任何人都能註冊.es的二級域名。

## 外部連結
- IANA .es whois information（页面存档备份，存于）
- NIC ES official site (English)[]
- Domain Hacks Suggest（页面存档备份，存于）
- First domain hack activity reported in .es domains (Spanish)